# ماتيو راميريز
ماتيو راميريز (بالإسبانية: Mateo Ramírez)‏ هو لاعب كرة قدم أرجنتيني في مركز الوسط، ولد في 18 يناير 1995 في مدينة بيلار، مقاطعة بوينس آيرس في الأرجنتين. لعب مع Boca Unidos ‏.

## وصلات خارجية
- ماتيو راميريز على موقع قاعدة بيانات كرة القدم.إي يو (الإنجليزية)
- ماتيو راميريز على موقع Soccerway.com (الإنجليزية)